# Kellokivi
Kellokivi är ett flyttblock och ett fridlyst naturminne i Finland. Det ligger i staden Ackas i landskapet Birkaland, i den södra delen av landet, 130 km nordväst om huvudstaden Helsingfors. Kellokivi ligger 85 meter över havet.
Nära stenen ligger två boplatser från stenåldern: Kellokivi 1 och Kellokivi 2.

## Omgivningen
Terrängen runt Kellokivi är platt. Runt Kellokivi är det ganska tätbefolkat, med 104 invånare per kvadratkilometer. Närmaste större samhälle är Valkeakoski, 14,4 km öster om Kellokivi. I omgivningarna runt Kellokivi växer i huvudsak blandskog.

## Klimat
Trakten ingår i den boreala klimatzonen. Årsmedeltemperaturen i trakten är 2 °C. Den varmaste månaden är juli, då medeltemperaturen är 16 °C, och den kallaste är januari, med −13 °C.